# Ailanthus vilmoriniana
Ailanthus vilmoriniana es un árbol de la familia Simaroubaceae. Es nativa del oeste de China, pero se encuentran ocasionalmente en jardines europeos.
En The Plant List está considerado un sinónimo de Ailanthus altissima (Mill.) Swingle

## Descripción
Ailanthus vilmoriniana es un árbol que a menudo alcanza alturas de 20 metros o más con una extensión de 15 metros de la corona. Los nuevos brotes de vez en cuando tienen pequeñas espinas de color verde. Las hojas son muy similares a las del Ailanthus altissima, pero son de color más oscuro y colgantes. El raquis es finamente pubescente y es de un consistente color rojo profundo. El propio tronco de vez en cuando tienen brotes que salen de él. Las flores, de color verdoso, aparecen en panículas. Sus frutos son las sámaras.

## Cultivo
Ailanthus vilmoriniana se cultivó por primera vez en el Reino Unido en 1897, pero rara vez se encuentra en los jardines de las islas británicas. En ocasiones se encuentran en colecciones de plantas, así como jardines en el sur de Inglaterra. Las muestras también están presentes al norte, en el Real Jardín Botánico de Edimburgo.

## Taxonomía
Ailanthus vilmoriniana fue descrita por  Louis-Albert Dode y publicado en Rev. Hort. 76: 444 1904.
Etimología
Ailanthus: nombre genérico que deriva de un nombre de Las Molucas que significa "árbol del cielo"